# We Will Rock You
"We Will Rock You" là tên một bài hát do Brian May sáng tác và được ban nhạc Queen thu âm và trình diễn. Một phiên bản của bài đã được dùng làm bài hát đầu tiên trong album News of The World làm năm 1977. Trong phiên bản này có nhịp dậm chân và vỗ tay theo điệp khúc mang sắc thái của bài hát. Khi được biểu diễn trực tiếp, bài hát này thường được trình diễn sau bài "We Are the Champions", một bài nổi tiếng khác của album. Bài hát cũng được sử dụng rộng rãi trong các sự kiện thể thao. Ban nhạc cũng đã từng biểu diễn bài hát theo một kiểu khác (kiểu "phiên bản nhanh") có tiết tấu nhanh và tràn ngập tiếng ghi ta, bass và trống. Ban nhạc cũng thường công diễn phiên bản này vào các năm của thập kỷ 1970, có thể thấy được qua album kép Live Killers.
Hiệu quả có được tiếng chân dậm nhịp đã có được khi ban nhạc ở trong một ngôi nhà thờ cổ, dẫm chân trên sàn gỗ để tạo ra âm thanh.
Bài hát được trình diễn bởi ban nhạc Queen và ca sĩ Axl Rose vào buổi hoà nhạc tưởng nhớ Freddie Mercury năm 1992.
Vào năm 2000, các thành viên còn lại của Queen (trừ John Deacon) đã thu âm một phiên bản theo loại nhạc rap với ban nhạc 5ive. Bài hát đã đứng thứ 1 ở Anh. Một bản cover khác của bài hát có trong video game Dance Dance Revolution Extreme và được hát bởi by Houseboyz.

## Queen nói về kỷ lục
Brian May:
"Đó là một sự hưởng ứng trong trường hợp khá đặc biệt trong sự nghiệp của chúng tôi khi khán giả đã trở nên phần quan trọng hơn chúng tôi trong những lần biểu diễn. Họ đã hát theo tất cả các bài hát. Ở một nơi như Birmingham, thì là quá ầm ĩ đến mức chúng tôi phải dừng biểu diễn lại và để cho họ hát cùng mình. Cho nên cả Freddie và tôi đã nghĩ rằng đó hẳn là cuộc thử nghiệm thú vị để sáng tác bài hát với sự tham gia của khán giả. Cảm giác của tôi lúc đó là mọi người có thể dậm nhịp và vỗ tay, hát theo một motif đơn giản. Chúng tôi thu âm ở Wessex, trong một ngôi nhà thờ cổ có âm thanh tự nhiên cho bài hát. Ở đó không hề có sự tham gia của tiếng trống. Chỉ là chúng tôi, dẫm chân trên sàn nhà bằng gỗ rất nhiều lần, với những máy móc thô sơ và vỗ tay. Một ít lời hát, một ít ghi ta và đó chính là bài hát."
"Tại buổi hoà nhạc, tôi đã phát hiện ra, mọi người có xu hướng vỗ tay ba lần hơn là chân hai nhịp và một nhịp vỗ tay. Một việc thật ngạc nhiên là khi đi xem trận đá bóng hay các sự kiện thể thao nói chung và nghe mọi người làm như vậy. Một điều phấn khởi là nó đã trở thành một phần của tập quán, thói quen...Tôi rất hạnh phúc vì điều đó."

## Tin bên lề
- Trong khi thuộc về thế giới hậu rock and roll, đặc biệt là phổ biến trong các sự kiện thể thao, một trong những cách dùng đầy sáng tạo là việc dùng "We Will Rock You" có trong bộ phim Câu chuyện chàng Hiệp sĩ (A Knight's Tale), một phim về thời Trung cổ Anh.
- Tay chơi oóc gan Nancy Faust của đội bóng chày Chicago White Sox đã cho nó trong danh sách bài hát của cô, còn những người hâm mộ Chicago White Sox thì hát: "We will, we will, SOX YOU!"
- Đội bóng rổ Detroit Pistons thì sử dụng bài hát trong thời kỳ Bad Boys những năm thập kỷ 1980 và đầu những năm 1990. Đội Pistons hiện tại thường chơi bài hát trong các trò chơi ở nhà của họ, đặc biệt là từ khi thành phố của họ trở nên được biết đến qua bộ phim Detroit Rock City.
- Ban nhạc Nickelback đã hát lại bài này trong bản bonus của mình trong chiến dịch quảng cáo cho Wal-Mart trong album All The Right Reasons làm năm 2005.
- Bài hát này được sử dụng như một bài hát chính thức của trò chơi bóng đá Winning Eleven 5
- Ban nhạc 5ive đã hát lại bài hát và phát hành nó như một đĩa đơn và đĩa này đã đứng thứ 1 ở Anh.
- Một phiên bản của bài hát đã được trình diễn bởi ca sĩ nhạc pop Beyoncé, Britney Spears và Pink trong một quảng cáo khá dài cho Pepsi trên truyền hình. Khung cảnh là một đấu trường La Mã cổ đại; Pink, Beyoncé và Britney là những chiến sĩ chiến đấu với hoàng đế - do ca sĩ Enrico Iglesias đóng - bằng cách hát cùng khán giả bài hát "We Will Rock You".